# Södra Innerstaden

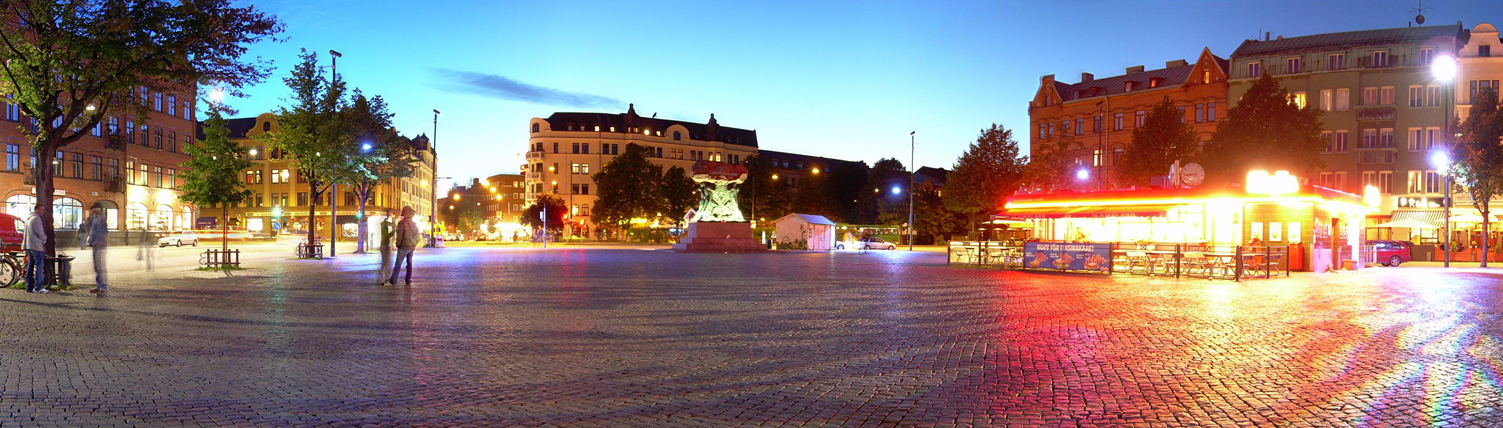
Möllevångstorget kvällstid.

Södra Innerstaden är en före detta stadsdel i Malmö. Stadsdelen består huvudsakligen av flerbostadshus byggda före 1940. De flesta är bostadsrätter, varav majoriteten är en- eller tvårummare med kök. 
Södra innerstaden har en stor andel 20- och 30-åringar, vilket har satt sin prägel på stadsdelen. Området har ett rikligt kulturliv samt gott om restauranger och caféer. I stadsdelen finns också Sveriges första folkets park.
Stadsdelen är en av dem med hög brottsfrekvens i Malmö. År 2007 rapporterades det att denna stadsdel var den mest brottsdrabbade i Sverige.

## Delområden
- Allmänna sjukhuset
- Annelund
- Flensburg
- Lönngården
- Möllevången
- Norra Sofielund
- Sofielunds industriområde
- Södervärn
- Södra Sofielund
- Västra Sorgenfri
- Östra Sorgenfri